# Бреєв Григорій Олександрович
Григорій Олександрович Бреєв (нар. 31 січня 1979, смт Кирнасівка, УРСР) — російський офіцер, капітан 1 рангу ВМС РФ.

## Життєпис
В 1996 році закінчив Севастопольське ВМІ ім. Нахімова, 27 липня 1996 року призваний на військову службу в ЗСУ. Служив офіцером Південної військово-морської бази (в/ч А2506, смт Новоозерне, Донузлав, 2006), далі командував корветами «Луцьк» (2008—2009) та «Тернопіль». Незадовго до окупації Криму Росією Бреєв був командиром Севастопольської військово-морської бази (в/ч А4408) у званні капітана 2 рангу. Після початку тимчасової окупації Криму Росією зрадив присягу і перейшов на бік окупантів. 1 серпня 2014 року внесений в базу даних центру «Миротворець».
З 2016 року — командир фрегату «Адмірал Макаров». 
З 2018 року брав участь у вторгненні РФ до Сирії в складі оперативного з'єднання ВМФ РФ у Середземному морі. 
В червні 2022 року слідчі ДБР зібрали достатньо доказів та повідомили колишньому українському військовому про підозру у державній зраді. В ДБР повідомляють, що Бреєв повернувся в Україну в 2022 році. Під час повномасштабного російського вторгнення він безпосередньо керував пусками крилатих ракет «Калібр» із свого фрегата по цивільних об'єктах в Україні, зокрема по Миколаєву та Одесі.
Процесуальне керівництво здійснює Спеціалізована прокуратура у військовій та оборонній сфері Південного регіону. Військовому зраднику загрожує покарання у вигляді позбавлення волі до 15 років.  

## Родина
Дружина — Марина Олександрівна, уроджена Шумей (8 березня 1983, Севастополь).